# Dominante-Preis
Der Dominante-Preis ist ein internationaler Literatur-, Musik- und Kunstpreis, der 2011 vom Münchener Kunstverein Dialog – Neues Münchner Kunstforum e.V. gemeinsam mit dem Verlag Otto Sagner als „Auszeichnung für die herausragende künstlerische Ausgestaltung der moralischen und ästhetischen Ideale“ ins Leben gerufen wurde.
Der Name des Preises ist von der Publikationsreihe Dominante abgeleitet. Seit 2011 kann der Dominante-Preis jährlich verliehen werden.

## Preisträger
| Jahr | Preisträger(in)                                   | Land                                         |
| ---- | ------------------------------------------------- | -------------------------------------------- |
| 2011 | Boris Chasanow                                    | Russland / Deutschland                       |
| 2012 | Romuald Noll                                      | Deutschland                                  |
| 2014 | Konstantin Kedrow                                 | Russland                                     |
| 2015 | Vadim Perelmuter Àxel Sanjosé                     | Russland / Deutschland Spanien / Deutschland |
| 2016 | Masaki Sakai Gerhard Bachleitner                  | Japan Deutschland                            |
| 2017 | Eitan Finkelstein Joseph Paratore                 | Litauen / Israel Vereinigte Staaten          |
| 2018 | Lorens Blinow                                     | Russland                                     |
| 2019 | Nikolai Schams (Николай Шамсутдинов) Robert Jobst | Russland Deutschland                         |
| 2020 | Elena Kazjuba                                     | Russland                                     |
| 2021 | Vladimir Genin Joseph Ribas                       | Russland / Deutschland Frankreich            |
| 2022 | Konstantin Lopushansky Igor Loboda                | Russland Ukraine / Georgien                  |
| 2023 | David Markish                                     | Israel                                       |
| 2024 | August Gerstmeier Andrey Nikitin-Perensky         | Deutschland Russland                         |